# Star Wars-dagen
Star Wars-dagen, eller Luke Skywalker-dagen, firas den 4 maj varje år och är en inofficiell Star Wars-högtid som firas av fans över hela världen. Datumet är valt genom en ordvits på den kända Star Wars-frasen "May the force be with you", som blivit till frasen: "May the Fourth (4th) be with you", där "May the Fourth" då refererar till den 4 maj. Frasen är antagligen ett resultat av en annons som lades ut av Margaret Thatchers parti 4 maj 1979 i tidningen London Evening News då hon, som första kvinna, blev vald till Storbritanniens premiärminister, som löd: "May the Fourth be with you, Maggie. Congratulations." Datumet fastslogs 2005 efter att tysk TV felöversatte George Lucas under en intervju när han yttrade de klassiska orden ”May the force be with you” med ”Am 4. Mai sind wir bei Ihnen” (ungefär = ”vi kommer att vara med er den 4 maj” ). Frasen hade dock alltså använts i flera år innan av fans.

## Firande
De senaste åren har fans över hela världen firat högtiden, inte bara med filmmaraton och citat från filmerna, utan även med diverse upptåg. Till exempel firas i Toronto ”Intergalactic Star Wars Day”, och i Baltimore kan man finna Darth Vader-piñatas och kostymtävlingar. Somliga äter också bakelser formade som Star Wars-figurer. Högtidsdagen är också vitt utspridd på internet: 2010 blev dagen en av de mest omskrivna på Twitter. Det kan tilläggas att det är god sed att önska varandra glad Star wars-dag.
Även om dagen inte är officiellt myntad av Lucasfilm så uppmuntrar de firandet av dagen. I ett uttalande i tidningen New York Daily News sa en talesman för Lucasfilms: "It's nice that this particular date seems to observe and celebrate the power of the Force and we're thrilled that Star Wars fans continue to find new ways to connect with a galaxy far, far away." 
Den 4 maj 2011 avslöjade Lucasfilms detaljer angående släppet av Star Wars-serien på Blu-Ray.

## Revenge of the Fifth
Som svar på Jediorderns fras som varit grunden till firandet av 4 maj kan 5 maj firas som Imperiets Star Wars-dag; "Revenge of the Fifth" som syftar på imperiets mörka Jediriddare kallade Sith. "Revenge of the Fifth" syftar på titeln till Star Wars: Episode III - Revenge of the Sith.

## 25 maj
Förutom den 4 maj firas också inofficiell Star Wars-dag den 25 maj, som är årsdagen för premiären av den första filmen 1977.